# Buffalo Bird Woman
 Mujer Pájaro Búfalo
Hidatsa: Maaxiiriwia
Maxi'diwiac, fotografiada en 1910
Líder hidatsa. Datos personales. Nacida en 1910.  1839
Knife River
Falleció en 1932
Reserva Fort Berthold, Dakota del Norte
Relatos: Hermano: Henry Wolf, jefe; abuela: Otter; abuela adoptiva: Turtle
Hijos: Edward Goodbird
Padres: Padre: Small Ankle; madre: Want-to-be-a-woman; madrastras: Red Blossom y Strikes-many-women
Conocida por: Registrar la jardinería, la agricultura y la cultura hidatsa
Era conocida por mantener el estilo de vida tradicional hidatsa, incluyendo la jardinería, la cocina y las tareas domésticas. Transmitió las costumbres tradicionales de su cultura y la tradición oral a través de entrevistas con Gilbert Wilson, en las que describió su propia experiencia y la vida y el trabajo de las mujeres hidatsa.
Biografía
El Jardín de la Mujer Pájaro Búfalo
Otros libros
Legado
Libros de la Mujer Pájaro Búfalo
Referencias
Última edición hace 3 meses por GioGrandi
Artículos relacionados
Hidatsa: grupo étnico nativo americano
Pueblo "Como un Anzuelo": antiguo asentamiento en Dakota del Norte, Estados Unidos
Gilbert Livingston Wilson: etnógrafo estadounidense (1868-1930)

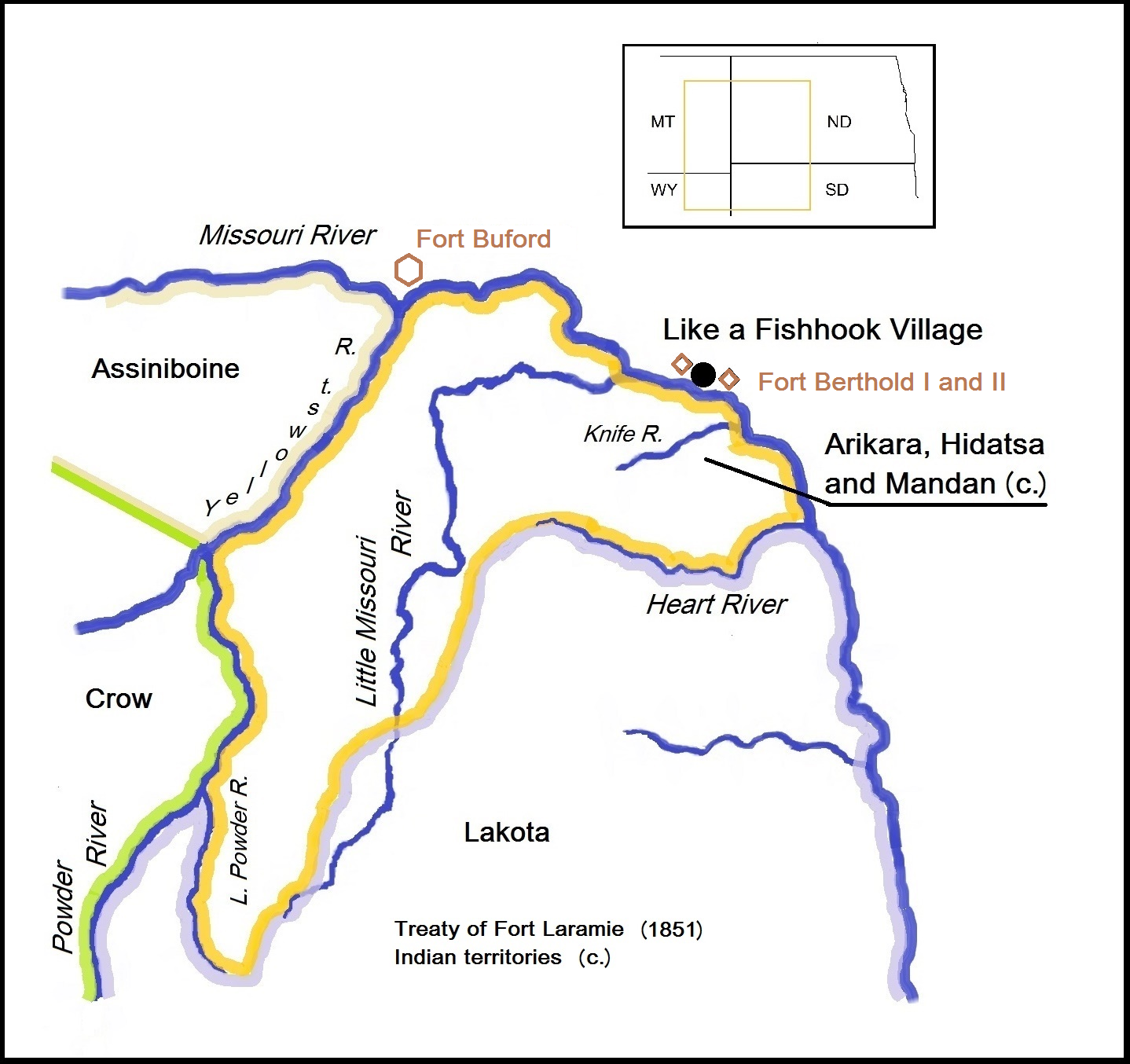
Un mapa que indica las ubicaciones de Like-a-Fishhook Village y Fort Berthold Indian Reservation, los lugares en los que Buffalo Bird Woman vivió la mayor parte de su vida.